# Godronia muehlenbeckii
Godronia muehlenbeckii är en svampart som beskrevs av Moug. & Lév. 1846. Godronia muehlenbeckii ingår i släktet Godronia och familjen Helotiaceae.   Inga underarter finns listade i Catalogue of Life.